# Macchi M.41
Il Macchi M.41 fu un idrocaccia biplano a scafo centrale sviluppato dall'azienda aeronautica italiana Aeronautica Macchi nel 1929.
Pur non accettato in servizio, il prototipo venne leggermente modificato per ricoprire anche il ruolo di bombardiere leggero ed avviato così alla produzione in serie come Macchi M.41bis.

## Storia del progetto
Con l'avvio alla costruzione degli incrociatori leggeri tipo Condottieri (suddivisi in cinque classi diverse) per la Regia Marina, nel 1927 il Ministero dell'aeronautica emise una specifica relativa alla fornitura di un velivolo catapultabile adatto sia a missioni di ricognizione che al combattimento aereo con cui equipaggiare le nuove unità navali. Al concorso risposero Cantiere Navale Triestino, con il CANT 25, un'evoluzione dell'idrocaccia CANT 18ter rimasto allo stadio di prototipo, Fiat Aviazione, con una versione idro a scarponi del caccia terrestre Fiat C.R.20, Macchi, con l'M.41 a scafo, e SIAI-Marchetti.

## Tecnica
Presentava una configurazione a scafo centrale con l'abitacolo di pilotaggio aperto dotato di un parabrezza situato sulla parte anteriore. Le ali avevano una configurazione biplana collegate tra loro da robusti montanti, con l'ala inferiore montata a sbalzo sullo scafo e dotata di due galleggianti equilibratori. Il motore, un Fiat A.20 12 cilindri a V da 420 CV (309 kW), era montato in configurazione spingente e collocato sui montanti centrali appena al disotto dell'ala superiore. La parte posteriore terminava in un piano di coda dall'impennaggio cruciforme monoderiva e dagli stabilizzatori a semisbalzo.
In seguito venne integrato dagli M.71, un'evoluzione rinforzata dell'M.41, adatta per essere imbarcata sugli incrociatori leggeri della classe Alberto da Giussano.

## Utilizzatori
Italia
- Regia Aeronautica